# Gouvernement Houphouët-Boigny XIV
Houphouët-Boigny XIII Houphouët-Boigny XV
Le gouvernement Houphouët-Boigny XIV est le gouvernement de Côte d'Ivoire nommé le 10 juillet 1986, sous la présidence de Félix Houphouët-Boigny.

## Composition
- Ministre d’Etat : Auguste Denise
- Ministre d’Etat : Maurice Séri Gnoléba
- Ministre d’Etat : Mathieu Ekra
- Ministre d’Etat : Camille Alliali
- Ministre d’Etat : Emile Kéï Boguinard
- Ministre d’Etat : Lamine Diabaté
- Ministre d’Etat : Amadou Koné
- Ministre d’Etat : Lazéni Coulibaly
- Ministre d’Etat : Paul Gui Dibo
- Ministre des Affaires étrangères : Siméon Aké
- Ministre de la Défense : Jean Konan Banny
- Ministre des Travaux publics et des Transports : Oussou Koffi
- Ministre de l'Agriculture : Denis Bra Kanon
- Ministre de l'Intérieur : Léon Konan Koffi
- Ministre de l'Information, de la Culture, la Jeunesse et les Sports : Laurent Dona Fologo
- Ministre de l'Economie et des Finances : Abdoulaye Koné
- Ministre de l'Enseignement technique et de la Formation professionnelle : Ange François Barry Battesti
- Ministre de la Santé : Alphonse Djédjé Mady
- Ministre du Travail et de l'Ivoirisation des cadres : Alphonse Vanié Bi Tra
- Garde des Sceaux, ministre de la Justice : Noël Némin
- Ministre de la Sécurité intérieure : Oumar N’Daw
- Ministre de l'Education nationale : Balla Kéita
- Ministre du Plan : Oumar Diarra
- Ministre des Affaires sociales : Yaya Ouattara
- Ministre de la Fonction publique : Jean-Jacques Béchio
- Ministre du Développement rural : Gilles Laubhouet Vally
- Ministre de la Marine : Lamine Fadika
- Ministre de l'Industrie : Ehui Bernard
- Ministre du Tourisme : Duon Sadia
- Ministre du Commerce : Nicolas Kouandi Angba
- Ministre chargé des relations avec l’Assemblée nationale : Emile Brou
- Ministre de la Construction et de l'Urbanisme : Bamba Vamoussa
- Ministre des Postes et des Télécommunications : Vincent Tioko Djédjé
- Ministre du Budget : Moïse Koumoué Koffi
- Ministre de la Recherche scientifique : Alassane Salif N’Diaye
- Ministre de l'Enseignement préscolaire et primaire : Odette Kouamé N’Guessan
- Ministre des Mines : Yed Esaï Angoran
- Ministre des Eaux et Forêts : Vincent Pierre Lokrou
- Ministre de la Promotion de la femme : Hortense Aka Anghui